# August Blumensaat
August Blumensaat (Gelsenkirchen, 15 januari 1911 – Essen, 30 november 1989) was een Duitse langeafstandsloper, die gespecialiseerd was in de marathon.

## Loopbaan
August Blumensaat behoorde in de jaren vijftig tot de beste Duitse marathonlopers. Op de Duitse kampioenschappen behaalde hij tussen 1951 en 1960 achtmaal en plek bij de laatste acht. In 1954 en 1955 werd hij Duits vice-kampioen en in 1955 en 1957 werd hij Duits kampioen. Op de Europese kampioenschappen van 1954 behaalde hij met een tijd van 2:42.32,2 een achttiende plaats. Zijn persoonlijk record van 2:27.41,0 liep hij op 16 oktober 1955 in Altenrath. Dit was eveneens in die tijd een Duits record.
Blumensaat was de oprichter van de marathon van Essen, die hij in de derde editie ook won. August Blumensaat heeft zijn sportcarrière eigenlijk niet beëindigd. Ook op hoge leeftijd bleef hij als loper actief. Zijn laatste marathon liep hij in 1980. Hij was aangesloten bij sportvereniging TUSEM Essen.
Jaarlijks vindt in Essen de August-Blumensaat-Gedächtnislauf plaats.

## Titels
- Duits kampioen marathon - 1955, 1957

## Persoonlijk record
| Onderdeel | Prestatie | Datum           | Plaats    |
| --------- | --------- | --------------- | --------- |
| marathon  | 2:27.41,0 | 16 oktober 1955 | Altenrath |

## Palmares

### marathon
- 1951:  marathon van Weilburg - 2:42.56
- 1953: 11e marathon van Enschede - 2:49.38
- 1954: 7e marathon van Bad Nenndorf - 2:47.34
- 1954:  West-Duitse kamp. in Leverkusen - 2:39.25,0
- 1954: 18e EK in Bern - 2:42.32,2
- 1955:  marathon van Bad Nenndorf - 2:37.41
- 1955: 7e marathon van Enschede - 2:35.25,0
- 1955:  marathon van Altenrath - 2:27.41,0
- 1955:  marathon van Bad Nenndorf - 2:37.41
- 1955: 4e marathon van Aachen-Eilendorf - 2:36.14
- 1956:  marathon van Wittlich - 2:32.09
- 1956:  marathon van Keulen - 2:34.08
- 1956: 8e marathon van Hamburg - 2:35.34
- 1959: 4e marathon van Celle - 2:35.38
- 1965:  marathon van Essen - 2:36.09